# Local Hero (album)
Local Hero is je glazba iz istoimenog filma Local Hero. Sve pjesme je napisao Mark Knopfler osim "The Mist Covered Mountains" (trad.).

## Popis pjesama
1. "The Rocks and the Water" – 3:30
2. "Wild Theme" – 3:38
3. "Freeway Flyer" – 1:47
4. "Boomtown (Variation Louis' Favourite)" – 4:06
5. "The Way It Always Starts" – 4:00
6. "The Rocks and the Thunder" – 0:45
7. "The Ceilidh and the Northern Lights" – 3:57
8. "The Mist Covered Mountains" – 5:13
9. "The Ceilidh: Louis' Favourite/Billy's Tune" – 3:57
10. "Whistle Theme" – 0:51
11. "Smooching" – 4:58
12. "Stargazer" – 1:31
13. "The Rocks and the Thunder" – 0:40
14. "Going Home: Theme of the Local Hero" – 4:55